# Иман бинт аль-Хусейн
Иман бинт аль-Хусейн (род. 3 августа 2024, Амман) — принцесса Иордании, первая дочь наследного принца Хусейна и принцессы Раджвы. Она является первой внучкой королевы Иордании Рании и короля Абдаллы II. Будучи дочерью наследника престола, Иман принадлежит к королевской семье хашимитов, династии, правящей Иорданским Хашимитским Королевством. Имя Иман арабского происхождения и в переводе обозначает вера. Это имя распространено в арабской и исламской культуре и отражает духовные и религиозные ценности.

## Биография
О рождении Иман объявил Королевский хашимитский двор, который выразил огромную радость и благодарность родителей, попросив доброжелателей рассмотреть возможность внесения пожертвований в Фонд Аль-Аман для будущего сирот вместо отправки подарков или цветов.